# 자유무대
자유무대는 1972년 1월 18일부터 1972년 6월 27일까지 MBC에서 방영된 반공 드라마다. 당초 2부작 단막극으로 제작하려 했으나 어려움 때문에 두 번째 작품인 《철조망》부터는 회차를 늘려 연속극으로 제작되었다.

## 작품 리스트
| #     | 제목                   | 방송 기간                         | 방송 횟수 | 극본   | 연출   | 출연자 |
| ----- | ---------------------- | --------------------------------- | --------- | ------ | ------ | ------ |
| 제1화 | 《야전병원》           | 1972년 1월 18일 ~ 1972년 1월 25일 | 2부작     | 이은성 | 이동희 |        |
| 제2화 | 《철조망》             | 1972년 2월 1일 ~ 1972년 1월 29일  | 5부작     | 최풍   | 이동희 |        |
| 제3화 | 《향나무골》           | 1972년 3월 7일 ~ 1972년 3월 14일  | 2부작     | 이기명 | 이동희 |        |
| 제4화 | 《암살지령》           | 1972년 3월 28일 ~ 1972년 4월 18일 | 4부작     | 이철주 | 유길촌 |        |
| 제5화 | 《도미니카 → 피의 손》 | 1972년 4월 25일 ~ 1972년 5월 30일 | 5부작     | 김항명 | 유길촌 |        |
| 제6화 | 《음모》               | 1972년 5월 30일 ~ 1972년 6월 20일 | 4부작     | 이기봉 | 유길촌 |        |
| 제7화 | 《버려진 땅》          | 1972년 6월 27일 ~ 1972년 7월 4일  | 2부작     | 김창활 | 유길촌 |        |